# Melochia lupulina
Melochia lupulina är en malvaväxtart som beskrevs av Olof Swartz. Melochia lupulina ingår i släktet Melochia och familjen malvaväxter. Inga underarter finns listade i Catalogue of Life.